# Lista de deputados estaduais do Espírito Santo da 15.ª legislatura
Esta é a lista de deputados estaduais do Espírito Santo para a legislatura 2003–2007. Estavam em jogo 30 cadeiras na Assembleia Legislativa do Espírito Santo.

## Composição das bancadas
| Partido | Líder                    | Bancada | Posição  |
| ------- | ------------------------ | ------- | -------- |
| PPB     | Heraldo Musso            | 4 / 30  | Oposição |
| PFL     | Gilson Gomes             | 4 / 30  | Governo  |
| PT      | Helder Salomão           | 4 / 30  | Oposição |
| PTB     | Marcelo Coutinho         | 3 / 30  | Governo  |
| PDT     | Sueli Vidigal            | 2 / 30  | Oposição |
| PMDB    | Sérgio Borges            | 2 / 30  | Governo  |
| PL      | Cláudio Thiago           | 2 / 30  | Oposição |
| PSDB    | Maria José Vellozo Lucas | 2 / 30  | Governo  |
| PPS     | Anselmo Tose             | 2 / 30  | Oposição |
| PSB     | Janete de Sá             | 2 / 30  | Governo  |
| PTC     | Tasso Andrade            | 1 / 30  | Oposição |
| PMN     | Edson Vargas Barbosa     | 1 / 30  | Oposição |
| PSC     | Délio Parrini Iglesias   | 1 / 30  | Oposição |

## Deputados estaduais
| Número | Deputados estaduais eleitos | Partido | Votação | Percentual | Cidade onde nasceu      | Unidade federativa |
| 13456  | Claudio Vereza              | PT      | 37.610  | 2,27%      | Aimorés                 | Minas Gerais       |
| 12345  | Sueli Vidigal               | PDT     | 36.500  | 2,20%      | Cachoeiro de Itapemirim | Espírito Santo     |
| 14456  | Marcelo Santos              | PTB     | 33.067  | 1,99%      | Cariacica               | Espírito Santo     |
| 36333  | Tasso Andrade               | PTC     | 27.551  | 1,66%      | João Pessoa             | Paraíba            |
| 25789  | Gilson Gomes                | PFL     | 25.597  | 1,54%      | Afonso Cláudio          | Espírito Santo     |
| 15789  | Luiz Carlos Moreira         | PMDB    | 25.583  | 1,54%      | Baixo Guandu            | Espírito Santo     |
| 25121  | José Carlos Gratz           | PFL     | 24.662  | 1,49%      | Ibiraçu                 | Espírito Santo     |
| 25222  | José Esmeraldo              | PFL     | 24.555  | 1,48%      | Cariacica               | Espírito Santo     |
| 22333  | Pastor Robson Vaillant      | PL      | 24.175  | 1,08%      | Rio de Janeiro          | Rio de Janeiro     |
| 11000  | Reginaldo Almeida           | PPB     | 21.653  | 1,31%      | Vitória                 | Espírito Santo     |
| 11222  | Fátima Couzi                | PPB     | 21.468  | 1,30%      | Guaçuí                  | Espírito Santo     |
| 45123  | Mariazinha Vellozo Lucas    | PSDB    | 21.163  | 1,28%      | Vitória                 | Espírito Santo     |
| 25555  | Ze Ramos                    | PFL     | 20.338  | 1,23%      | Alegre                  | Espírito Santo     |
| 11110  | Gilson Amaro                | PPB     | 20.273  | 1,22%      | Santa Teresa            | Espírito Santo     |
| 12190  | Cabo Elson Batista          | PDT     | 20.093  | 1,21%      | Vitória                 | Espírito Santo     |
| 14008  | Geovani Silva               | PTB     | 19.572  | 1,18%      | Vitória                 | Espírito Santo     |
| 30000  | Marcos Gazzani              | PPB     | 19.083  | 1,15%      | Aracruz                 | Espírito Santo     |
| 11190  | Heraldo Musso               | PSDB    | 19.009  | 1,15%      | Aracruz                 | Espírito Santo     |
| 45145  | Rudinho de Souza            | PT      | 18.930  | 1,14%      | Itapemirim              | Espírito Santo     |
| 13213  | Brice Bragato               | PPS     | 18.232  | 1,10%      | Conceição do Castelo    | Espírito Santo     |
| 23000  | Anselmo Tose                | PPS     | 18.005  | 1,09%      | Castelo                 | Espírito Santo     |
| 23456  | César Colnago               | PL      | 17.851  | 1,08%      | Itarana                 | Espírito Santo     |
| 22800  | Claudio Thiago              | PT      | 16.449  | 0,99%      | Alegre                  | Espírito Santo     |
| 13120  | Helder Salomão              | PMDB    | 16.231  | 0,98%      | Governador Lindenberg   | Espírito Santo     |
| 14444  | Euclério Sampaio            | PTB     | 15.090  | 0,91%      | Cariacica               | Espírito Santo     |
| 13021  | Carlos Casteglione          | PSB     | 14.493  | 0,87%      | Itapemirim              | Espírito Santo     |
| 40240  | Paulo Foletto               | PT      | 14.690  | 0,89%      | Cariacica               | Espírito Santo     |
| 40800  | Janete de Sá                | PSB     | 10.934  | 0,66%      | Cariacica               | Espírito Santo     |
| 33678  | Edson Vargas                | PMN     | 10.104  | 0,61%      | Afonso Cláudio          | Espírito Santo     |
| 20000  | Delio Iglésias              | PSC     | 7.358   | 0,44%      | Vila Velha              | Espírito Santo     |